# Denis Horgan
Pour les articles homonymes, voir Horgan.
Denis Horgan (né le 18 mai 1871 à Clonmeen et décédé le 2 juin 1922 à Crookstown) est un athlète britannique d'origine irlandaise spécialiste du lancer du poids. Affilié à l'Irish-Americain Athletic Club, il mesurait 1,78 m pour 106 kg.

## Biographie

### Palmarès
| Date | Compétition           | Lieu    | Résultat | Performance |
| ---- | --------------------- | ------- | -------- | ----------- |
| 1908 | Jeux olympiques d'été | Londres | 2e       | 13,62 m     |

### Records
| Épreuve         | Performance | Lieu | Date |
| --------------- | ----------- | ---- | ---- |
| Lancer du poids | 14,88 m     |      | 1904 |